# Malurus
Malurus är ett släkte med fåglar inom familjen blåsmygar (Maluridae) som förekommer på Nya Guinea, Australien och Tasmanien. Släktet omfattar tolv arter som förekommer på Nya Guinea och i Australien:
- Koboltblåsmyg (M. cyanocephalus)
- Purpurkronad blåsmyg (M. coronatus)
- Rödvingad blåsmyg (M. elegans)
- Blåbröstad blåsmyg (M. pulcherrimus)
- Purpurryggig blåsmyg (M. assimilis)
- Brokblåsmyg (M. lamberti)
- Kapyorkblåsmyg (M. amabilis)
- Praktblåsmyg (M. splendens)
- Vitbukig blåsmyg (M. cyaneus)
- Vitvingad blåsmyg (M. leucopterus)
- Rödryggig blåsmyg (M. melanocephalus)
- Vitskuldrad blåsmyg (M. alboscapulatus)